# Simbolo del dollaro

Il simbolo del dollaro con una stanghetta

Il simbolo di dollaro o simbolo di peso ($) è un simbolo usato principalmente per indicare alcune unità monetarie.

## Storia

Le colonne d'Ercole ai lati dello stemma spagnolo moderno.

Il simbolo è documentato nelle corrispondenze di affari tra le colonie britanniche nordamericane e il Messico negli anni 1770, per indicare il peso Ispano-messicano.
Il peso (o piastra) era chiamato "spanish dollar" nell'America settentrionale britannica, e nel 1785 fu scelto come valuta degli Stati Uniti, assieme al termine "dollar" e il simbolo $. In realtà la prima volta che il simbolo è apparso su una moneta statunitense è stata sul rovescio di una moneta da $1 emessa nel febbraio del 2007, in base al Presidential $1 Coin Act of 2005,.
Le prime origini del simbolo non sono certe, ma in genere è ampiamente accettato che derivi dallo stemma della Spagna che mostra le due colonne d'Ercole e il motto Plus Ultra in forma di "S".

### Lo stemma spagnolo

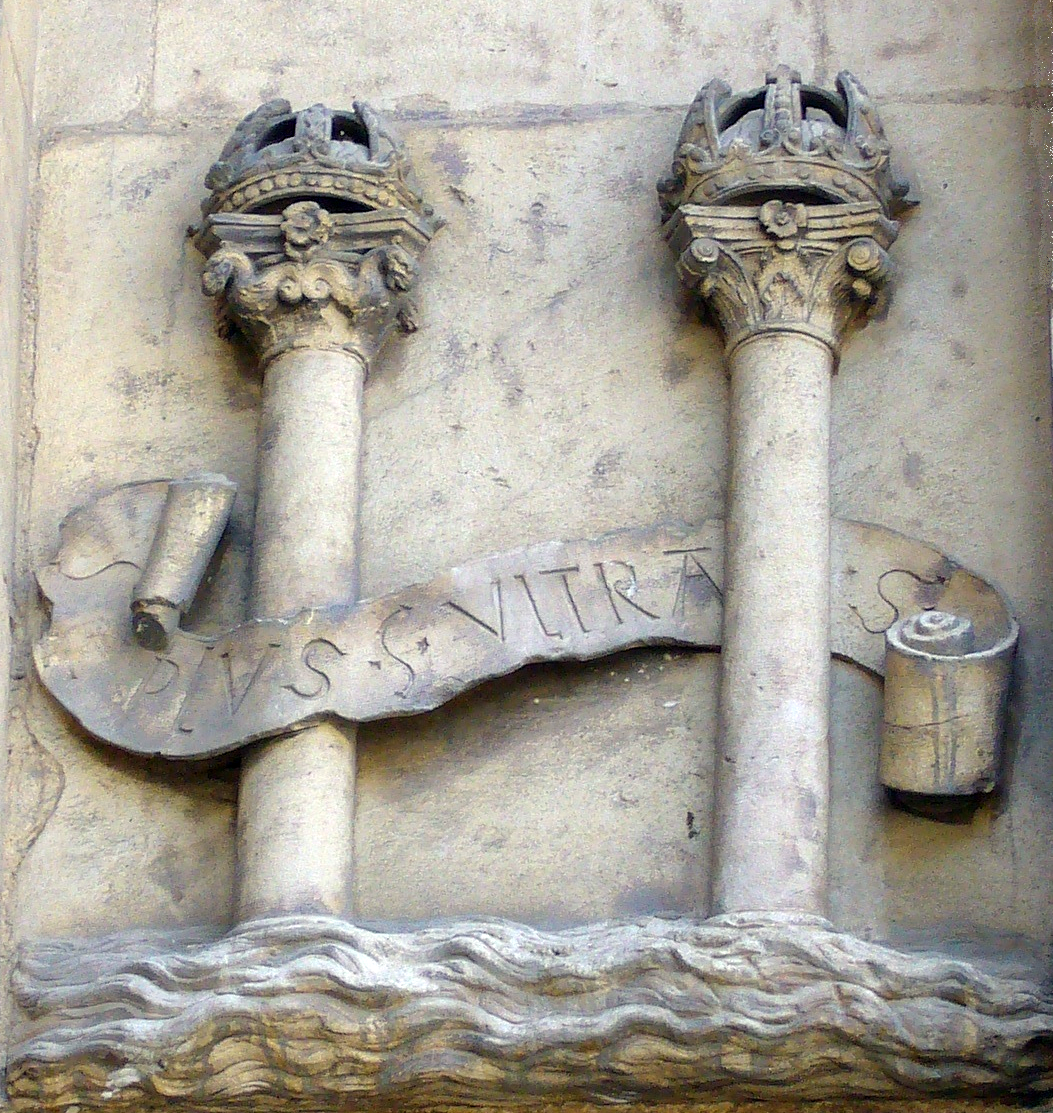
Le colonne d'Ercole con il nastro a forma di "S" sul municipio di Siviglia, (Spagna) (XVI secolo)

La spiegazione più accettata è che il simbolo di dollaro derivi dallo stemma spagnolo che era inciso sulla moneta coloniale spagnola d'argento chiamata "Real de a Ocho" ("pezzo da otto") o Spanish dollar e che circolava nelle colonie spagnole in America e Asia, nonché nelle Tredici Colonie che in seguito divennero gli Stati Uniti e nel Canada. Lo stemma spagnolo ha due colonne (||), che rappresentano le colonne d'Ercole e un nastro a forma di "S" intorno con il motto "Non Plus Ultra", che divenne poi "Plus Ultra".
Nel 1492 re Ferdinando II d'Aragona prese Gibilterra sotto il controllo del nuovo trono spagnolo. Ferdinando adottò il simbolo delle colonne d'Ercole e vi aggiunse la frase latina Non plus ultra – che significa niente più oltre – a indicare che quello era la fine del mondo (conosciuto), ma lo stesso anno Cristoforo Colombo giunse in America e la frase fu cambiata in Plus Ultra.
Questo simbolo in particolare fu adottato da Carlo V e divenne parte del suo stemma come simbolo dei suoi possessi e ricchezze americani. Quando i conquistadores spagnoli trovarono l'oro e l'argento nel Nuovo mondo, il simbolo di Carlo V fu posto sulle monete che venivano coniate con questi metalli. Queste monete con le colonne d'Ercole sui due emisferi (columnarios) erano diffuse in tutta l'America ed in Europa ed il simbolo fu adottato dal paese che in seguito divenne gli Stati Uniti e da molte altre nazioni indipendenti del continente americano. In seguito i commercianti scrissero questo segno anziché "dollaro" per esteso e questo segno, inizialmente scritto a mano, si sviluppò sino a diventare una semplice "S" con due linee verticali.
Esiste anche una teoria che fa derivare il simbolo da una deformazione delle lettere "PS" o {\displaystyle \mathrm {P} ^{\mathrm {S} }}, usate come abbreviazione per peso.

## Ipotesi alternative
Ci sono anche varie teorie alternative, con diversi gradi di verificabilità e accettabilità accademica.

### Da 'US'
Una teoria afferma che $ è un monogramma di U ed S, che era utilizzato per segnare le borse di monete che erano coniate dalla United States Mint. Le lettere U ed S sovrapposte ricordano la vecchia doppia riga verticale del simbolo "$": la parte inferiore della 'U' sparirebbe nella curva inferiore della 'S', lasciando solo le due righe verticali. Questo simbolo sarebbe stato usato per indicare la valuta statunitense. Questa teoria è stata diffusa dal romanzo Atlas Shrugged della filosofa Ayn Rand. Questa teoria non tiene in conto che il simbolo era già in uso al tempo delle colonie britanniche, quando gli 'Stati Uniti' ancora non esistevano.

### Dal simbolo del sesterzio romano
Questa teoria sostiene che il simbolo di dollaro risalga alla più importante moneta romana, il sesterzio, che aveva come simbolo le lettere 'HS'. Se sovrapposte queste lettere formano il simbolo di dollaro con due barre verticali (il tratto orizzontale della 'H' si sovrappone alla parte orizzontale della 'S'). Questa teoria è generalmente rifiutata nonostante le influenze della Repubblica romana sul simbolismo dei primi governi degli Stati Uniti, evidenti in organizzazioni come il Senato o edifici come il Campidoglio.

### Simbolo massonico

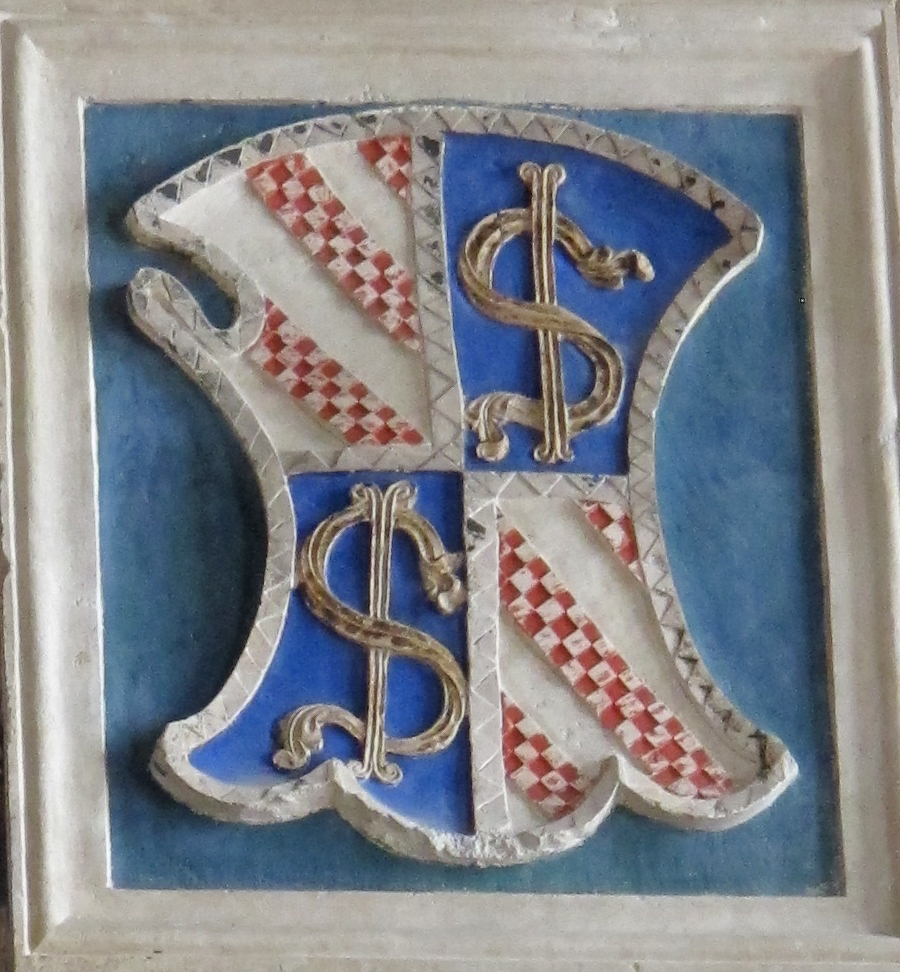
Stemma di Sigismondo Malatesta nel tempio malatestiano a Rimini

#### I pilastri del tempio di Salomone
Questa teoria sostiene che le due linee verticali sono i due pilastri (Boaz e Jachin) del tempio di Salomone originale che si trovava a Gerusalemme. La teoria si fonda sulla presenza di simboli massonici, come l'Occhio della Provvidenza, nella valuta statunitense, che invece non erano presenti nel 1785.

#### L'albero e il serpente
L'origine massonica del simbolo risalirebbe anche ad altre concezioni ed immagini bibliche, tra cui quella dell'albero del peccato intersecato dal serpente, presente nella Genesi. Lo stesso simbolo, seppure con una sola linea verticale, fu peraltro ampiamente utilizzato da Sigismondo Malatesta come suo proprio stemma nel Tempio di Rimini a lui intitolato. Oltre a rimandare alle iniziali del suo nome («Si»), si suppone che le due lettere contengano un significato esoterico.

### Da un simbolo su un tallero
Questa teoria farebbe derivare il simbolo di dollaro da un tallero tedesco. Secondo Ovason (2004), un astrologo, su un tipo di tallero da un lato è rappresentato un serpente sospeso ad una croce e accanto alla testa del serpente ci sono le lettere "NU" e sull'altro lato della croce il numero 21. Questo si riferisce ad un passo della Bibbia, Numeri, capitolo 21 (vedi Nehushtan).

### Unità di argento
Secondo questa teoria il simbolo di dollaro fu in uso nel periodo coloniale prima della Rivoluzione americana. I prezzi erano spesso quotati in unità di argento, come ad esempio il "pezzo da otto" spagnolo, ed erano di uso comune per i pagamenti di beni o servizi. Quando il prezzo era segnato con queste unità veniva scritto la lettera "S" per indicare l'argento ("silver" in inglese e la "U" per indicare l'unità. Con il tempo la "U" fu sostituita da due tratti verticali.

### Altre teorie
Un'altra possibilità è che derivi dalla annotazione britannica 8/ che indica otto shilling, facendo riferimento alla moneta spagnola da 8 reales ("pezzo da otto"), che in seguito divenne il dollaro statunitense. Altri lo fanno derivare dal segno portoghese Cifrão {\displaystyle \mathrm {S} \!\!\!\Vert }.

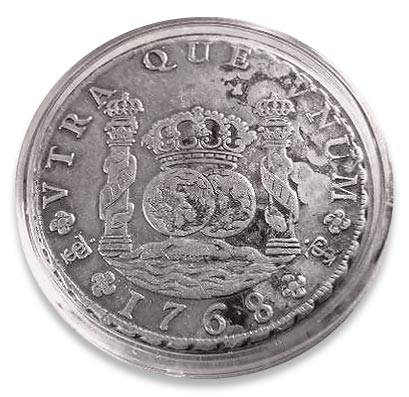
Immagine di un "real" coloniale spagnolo del 1768, che mostra il segno di zecca PTSI ($) nei quadranti inferiori destro e sinistro. La zecca è quella di Potosí. Sono visibili anche le colonne d'Ercole e i due emisferi, uno accanto all'altro.

Una spiegazione comune è che il simbolo sia derivato dal numerale otto attraversato da una barra per indicare il "pezzo da otto". L'Oxford English Dictionary prima del 1963 riportava che questa era la spiegazione più probabile, mentre le edizioni successive hanno messo in dubbio questa teoria.
Un'altra spiegazione meno nota è che il segno di dollaro rappresenti un'antica società esoterica, l'Ordine del Serpente.
Un'ulteriore spiegazione è che il simbolo sia derivato, o almeno ispirato, al segno di zecca impresso sulle monete coloniali spagnole (real spagnolo o pezzo da otto) coniate a Potosí una zecca che si trova nell'attuale Bolivia. Il segno di zecca era composto dalle lettere "PTSI" sovrapposte una sull'altra e presenta un'innegabile somiglianza con il simbolo di dollaro con un'unica barra verticale. La miniera di Potosí è considerata generalmente quella con il cui argento sono state coniate più monete. Le monete d'argento battute a Potosí erano di largo uso nell'America coloniale ed il suo segno di zecca era conosciuto ovunque.

### Primo simbolo di dollaro fuso

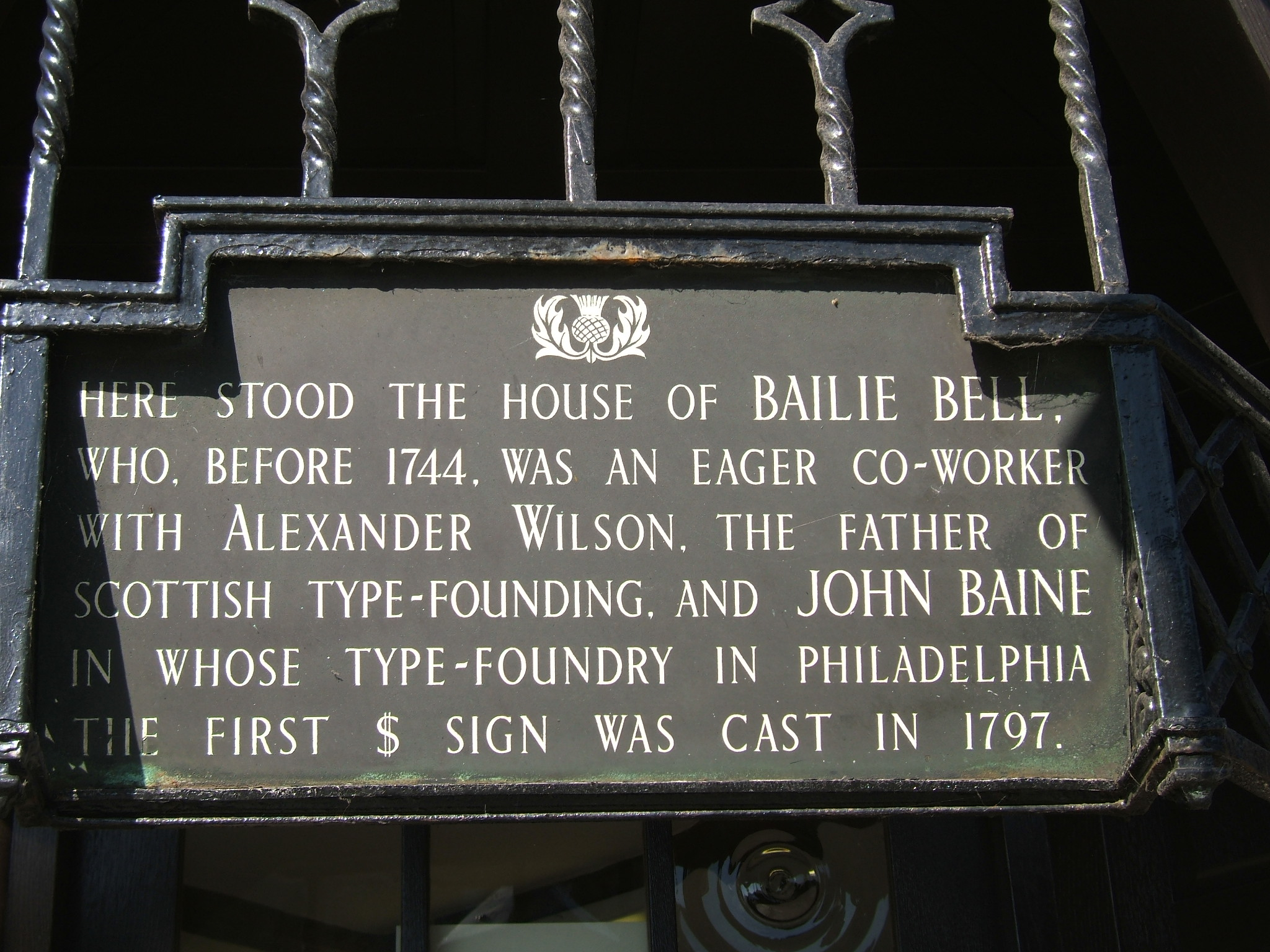
La targa sulla libreria all'angolo tra South Street e Church Street a St Andrews.

Secondo una targa appesa nel burgh di St Andrews in Scozia, il primo simbolo di dollaro fu fuso a Filadelfia nel 1797 in una fonderia di caratteri tipografici che apparteneva ad un immigrante scozzese di nome John Baine. John Baine aveva abitato in South Street a St Andrews con Alexander Wilson, il padre delle fonderie tipografiche scozzesi.

## Uso nei computer
Il simbolo di dollaro è uno dei pochi che compaiono in tutti gli insiemi di caratteri presenti nei computer. Tuttavia raramente è usato dai linguaggi di programmazione nel suo significato letterale. Il carattere viene utilizzato per molti scopi non correlati al danaro, tra cui:
- $ era usato come terminatore delle stringhe nel CP/M e di conseguenza in tutte le versioni di 86-DOS, PC-DOS, MS-DOS e derivati (Int 21 with AH=09h)
- $ indica la fine di una linea o di un file di testo in text-editor come ed, ex, vi e derivati e di conseguenza:
  - $ indica la fine di stringhe o di linee in sed, grep, e POSIX e nelle espressioni regolari del Perl.
- $ era usato per definire variabili di stringa nelle versioni più vecchie del BASIC ("$" era spesso letto "stringa" invece di dollaro in questo caso).
- $ è usato per definite costanti esadecimali nei linguaggi di programmazione derivati dal Pascal come il Delphi.
- $ è usato per definire le variabili nel linguaggio di programmazione PHP e variabili scalari nel linguaggio di programmazione Perl (vedi Sigil).
- Nella maggior parte di linguaggi script, $ è usato per interpolare variabili d'ambiente, variabili speciali, calcoli aritmetici e caratteri speciali, e per traduzioni di stringhe localizzate.
- Nei sistemi Unix-like, il $ è spesso parte del prompt, a seconda delle impostazioni della shell e dell'ambiente. Per esempio, l'ambiente predefinito per la shell bash specifica $ come parte del prompt.
- $ è usato in TeX per delimitare regioni di testo in modo matematico.
- $ è usato in DOS, attraverso il comando prompt per inserire speciali sequenze nella stringa di comando del DOS.
- Le formule in Microsoft Excel e in altri fogli elettronici usano $ per indicare una referenza assoluta ad una cella.
- $ è usato come un segno di uguaglianza nel linguaggio di programmazione V--.

## Valute che usano il simbolo di dollaro e peso
Oltre ai paesi che usano valute con il nome di dollaro o di peso, ci sono molti altri che usano il simbolo $ per indicare le loro valute, alcune delle quali sono:
- Peso argentino
- Peso colombiano
- Córdoba nicaraguense
- Paʻanga tongano

Fa eccezione invece il Peso filippino, il cui simbolo è scritto come .
Queste altre valute usano il cifrão {\displaystyle (\mathrm {S} \!\!\!\Vert )}, simile al simbolo di dollaro ma con due linee verticali:
- Real brasiliano
- Escudo capoverdiano
- Escudo portoghese (fuori corso)

Non è consentito utilizzare il simbolo del dollaro statunitense in altri contesti, per esempio sul deposito di Paperon de' Paperoni o sulle collane ad uso dei rapper, in quanto simbolo di proprietà governativa e sottoposto a legge di tutela federale.